# Kadzyń
Kadzyń (prononciation : [ˈkad͡zɨɲ]) est un village polonais de la gmina de Dolsk dans le powiat de Śrem de la voïvodie de Grande-Pologne dans le centre-ouest de la Pologne.
Il se situe à environ 4 kilomètres au nord-st de Dolsk (siège de la gmina), à 12 kilomètres au sud-est de Śrem (siège du powiat) et à 47 kilomètres au sud de Poznań (capitale régionale).

## Histoire
De 1975 à 1998, le village faisait partie du territoire de la voïvodie de Poznań.

Depuis 1999, Kadzyń est situé dans la voïvodie de Grande-Pologne.